# Quai des Vennes
Le quai des Vennes est une  artère de la ville de Liège, en Belgique, sur la rive gauche de l'Ourthe. Il longe le centre commercial de Belle-Île. 

## Historique
Le quai a été aménagé au début du XXe siècle lors de la rectification du cours de l'Ourthe remplaçant un méandre du Fourchu Fossé. L'autre rive est occupée par la quai des Ardennes. Ces travaux ont été entrepris dans le cadre de l'organisation de l'exposition universelle de 1905.

## Odonymie
Une « venne » désigne une haie ou une clôture, ou, plus précisément dans ce cas-ci, un petit barrage ou une digue. Le quai des Vennes longe en effet le quartier éponyme, jadis souvent inondé par de nombreux bras de l'Ourthe dont il fallait régulariser le débit.

## Activités
Autrefois occupé par la Compagnie Générale des Conduites d'eau (de 1865 à 1965), le quai est désormais riverain de deux ensembles bâtis :
- quatre des onze pavillons à usage commercial du square des Conduites d'Eau ; ces pavillons carrés à un seul étage ont été construits à la place de l'ancien lit du Fourchu Fossé,
- le centre commercial de Belle-Île inauguré en 1995 (longueur : 400 m).

Il est longé par le RAVeL 7.

## Voies adjacentes
- Quai du Condroz
- Rue Joseph Marcotty
- Square des Conduites d'Eau
- Rue de Belle-Île
- Pont de Belle-Île
- Rue Canal de l'Ourthe
- Pont Canal de l'Ourthe